# 林秀卿
林 秀卿（イム・スギョン、1968年11月6日 - ）は大韓民国の元学生運動家出身の女性政治家。韓国外国語大学校フランス語学科卒。カトリック教徒。別名、「統一の花」。

## 訪北事件
1989年7月、第13回世界青年学生祭典（通称・平壌祝典）が開催された。主体思想派の全国大学生代表者協議会（以下「全大協」）も、代表を平壌に派遣する方針でいた。しかし韓国政府は、絶対阻止の方針を打ち出す。
韓国政府は、平壌に向かおうとする5万人の学生デモを戦闘警察の力で押さえ込んだが、韓国外国語大学校では一時戦闘警察が退却する姿が見られた。また、京義線で平壌に向かった学生たちは、最北の終着駅（当時）であった文山駅で警察当局に拘束された。オートバイで平壌に向かった5人の学生は、臨津江のほとりで取り押さえられた。

### 林秀卿の訪北
しかし、こうなることを見越していた全大協は、当時外語大4年生だった林秀卿をひそかに派遣することを決定した。林秀卿は6月21日に韓国を出発、東京とベルリンを経由して6月30日に平壌へ到着した。林秀卿が平壌で紹介した韓国の国民歌謡「我らの願いは統一」は、すぐに朝鮮中央放送の定番音楽になった。ソウル地下鉄公社（現：ソウル交通公社）広報部長であった林秀卿の父親は、「国民に対する謝罪文」を発表せざるを得なくなった。
林秀卿は、祭典終了後の8月15日、文奎鉉神父と共に板門店経由で韓国に戻ったが、国家保安法違反容疑ですぐに逮捕され、軍用ヘリコプターで捜査機関に移送された。既に民主化宣言を発表していた盧泰愚大統領は、直ちに談話を発表し「林秀卿氏の行為は実定法違反である」として、従来の政治弾圧とは異なる点を強調した。

### 逮捕と服役後の活動
裁判の控訴審で5年の懲役刑判決を言い渡され、3年4ヶ月に渡る服役後、1992年12月に特赦で釈放、99年に赦免復権された。釈放後、林秀卿は学生運動を引退し、西江大学校大学院に入学。ソウル市内で普通の主婦として生活していたが、アメリカ・コーネル大学の博士課程に留学し、平和学の研究に打ち込んだ。また、月刊『マル』客員記者、月刊『ヘイン』客員記者、韓国外国語大学校マスコミ情報学部講師、聖公会大学校新聞放送学科外来教授を務めたこともある。
2005年、一人息子がフィリピンで溺死したことに関連し、インターネット上に「北の手先め、ざまあみろ」といった類の書き込みが行なわれ、林は侮辱罪と名誉毀損罪で書き込み者を刑事告訴。警察が捜査したところ、社会的地位の低い人間による憂さ晴らしではなく、元小学校長・銀行員・大学教授などが関与していたことが分かった。林は悪質書き込みに対して「もし私の悲痛な目を見て語るならば、あのようなことは言えないはずだ｣とコメント、書き込み者は略式起訴され罰金刑が言い渡された。

## 民主統合党議員として
2012年4月に行われた総選挙では民主統合党（民主党）の比例代表候補者（名簿順位21番）として立候補、民主党が比例で得た21議席中21番目で当選した。
6月3日、脱北者の大学生が林秀卿と会話した際に、脱北者と与党セヌリ党河泰慶議員に対して「変節者」と暴言を吐いていたことが明らかになった。セヌリ党は報道官論評で「全国民に対する侮辱も同然の行為」と批判した上で、林議員は河議員と脱北者に対する発言内容を明らかにすべきと要求した。こうした事態に対し、林議員は脱北者と河議員に対して謝罪するとともに瞬間的に感情が激し飛び出した発言であると釈明した。
脱北者への暴言に引き続き、2012年初めに自身のツイッターで北朝鮮の対外宣伝サイト「わが民族同士」の主張を紹介していることも明らかになった。これは同サイトのツイッターに掲載された李明博政権に対する批判をリツイートしたもので、「わざと国家保安法に違反する」とのコメントも添えて、同法の廃止を訴えたものである。検察は林議員による「わが民族同士」からのリツイートを国家保安法違反と捉えた保守系市民団体の告発を受け、捜査に着手することを明らかにした。

## エピソード
2000年5月17日の光州事件20周年前夜祭の後、光州市内の「新千年NHK」というラウンジで国会議員を含む386世代の若手政治家たちが酒乱の醜態を晒した、いわゆる「新千年NHK事件」をインターネット上に公表した告発者である。現場にいた林は事件当時、禹相虎に悪口を言われた。